# キム・ヒギョン
キム・ヒギョン（ハングル：김희경、ハングル音写：Gim Hui-gyeong、英語綴り：Hi Kyung Kim、1954年生まれ）は韓国の女性作曲家。

## 経歴
キム・ヒギョンは韓国生まれ。ソウル大学を卒業。カリフォルニア大学バークレー校で修士と博士を取得。アンドリュー・インブリー、オリー・ウィルソン、ジェラード・グリセー、スンジェ・リに作曲を学んだ。
カリフォルニア大学バークレー校のジョージ・C・ラッド・パリ賞を受賞後、1988年から1990年まで、パリのIRCAM（フランス国立音響音楽研究所）と高等師範学校で研究に従事した。
終了後、カリフォルニア大学サンタクルス校の助教授のポストを得た。1985年と1998年に韓国音楽研究のため韓国に帰国した。スイス・バーゼルのパウル・ザッハー財団でエリオット・カーターの音楽研究にも従事した。

## 顕彰・表彰
- アイスナー創造芸術賞
- ディ・ロレンツォ作曲賞を2つ
- UCバークレー校ジョージ・C・ラッド・パリ賞
- アメリカ芸術文学アカデミー研究所・ウォルター・ヒンリチセン賞

## 作品
- クラリネット五重奏曲(2009年)：クラリネットと弦楽四重奏。アンドリュー・インブリーの未完の作品の編集
- 原始的ダンス(1990/1999年)：弦楽四重奏
- 沈黙を破って(1996年)：ヴァイオリン、チェロ、ピアノ
- レクイエム：室内管弦楽団・室内合唱団

## 録音
以下のCDが発売されている。
- ソロとドゥオ：アンドリュー・インブリーとキム・ヒギョンの作品(2008年)